# Jacob Fussell
C. Jacob Fussell (24 tháng 2 năm 1819 – 10 tháng 4 năm 1912) là nhà sản xuất kem lạnh người Mỹ và nổi tiếng khi là người đầu tiên phân phối thương mại kem ở Hoa Kỳ.

## Thân thế
C. Jacob Fussell sinh ngày 24 tháng 2 năm 1819 tại Little Falls, gần Fallston, Quận Harford, Maryland. Ông xuất thân từ một gia đình Quaker và là hậu duệ của Solomon Fussell, dân di cư đến Mỹ từ Yorkshire, Anh. Ông học nghề với thợ sửa bếp hồi còn tuổi thiếu niên.

## Sự nghiệp
Fussell đã thất bại trong việc thành lập doanh nghiệp kinh doanh bếp lò. Về sau, ông điều hành công việc kinh doanh sữa cho Quaker. Năm 1851, ông bán các loại sản phẩm làm từ sữa từ mấy trang trại ở Quận York, Pennsylvania, thông qua các tuyến đường bán sữa ở Baltimore. Fussell còn bán kem cho khách hàng nhưng nhận thấy nhu cầu khó mà đoán trước được. Vào mùa đông năm 1851–1852, ông bắt đầu sử dụng lượng kem dư thừa để sản xuất kem lạnh ở Seven Valleys, Pennsylvania, và vận chuyển bằng tàu hỏa đến Baltimore. Sau hai năm, Fussell đành từ bỏ hoạt động sản xuất kem lạnh ở Seven Valleys và chuyển đến sống tại Baltimore. Ông đã bỏ tiền xây dựng một nhà máy ở giao lộ đường Hillen và Exeter tại Baltimore. Một cư dân của Seven Valleys tên là Daniel Henry nắm quyền điều hành nhà máy ở Seven Valleys sau khi Fussell vừa rời khỏi nơi đây.
Năm 1856, Fussell đảm nhận công việc thư ký tại Đại hội Toàn quốc Đảng Cộng hòa năm 1856 ở Philadelphia.
Năm 1856, Fussell mở một nhà máy ở Washington, D.C. Trong suốt cuộc nội chiến Mỹ, Quân đội Liên bang đề nghị mua lại hoạt động kinh doanh của ông nhưng ông từ chối. Ông mở rộng đến Boston vào năm 1862 và mở một cửa hàng trên Phố Park. Ông lại mở rộng đến Thành phố New York và mở một cửa hàng tại 299 Đại lộ số 4 vào ngày 3 tháng 2 năm 1864. Năm 1870, Fussell có thêm ba đối tác vào hoạt động kinh doanh của mình tại Thành phố New York, Stephen Dunnington, Nathaniel V. Woodhill và James Madison Horton. Doanh nghiệp hoạt động với tên gọi Jacob Fussell and Company và bán kem lạnh với giá 1,00 USD mỗi gallon cho các khách sạn và 1,25 USD mỗi gallon cho các đơn đặt hàng với số lượng nhỏ hơn. Horton đã mua lại các đối tác khác và cho đổi tên công ty thành J. M. Horton Ice Cream Company. Đến năm 1909, nhà máy của Fussell sản xuất 30.000 triệu gallon kem lạnh mỗi năm. Fussell kết bạn và chỉ dạy Perry Brazelton sống ở Mount Pleasant, Iowa về cách làm kem.
Fussell là một người theo chủ nghĩa bãi nô và từng tham gia vào tuyến hỏa xa ngầm. Sau thời Nội chiến, ông góp phần tài trợ việc phát triển nhà ở dành cho người Mỹ gốc Phi có tên là Fussell Court.

## Đời tư

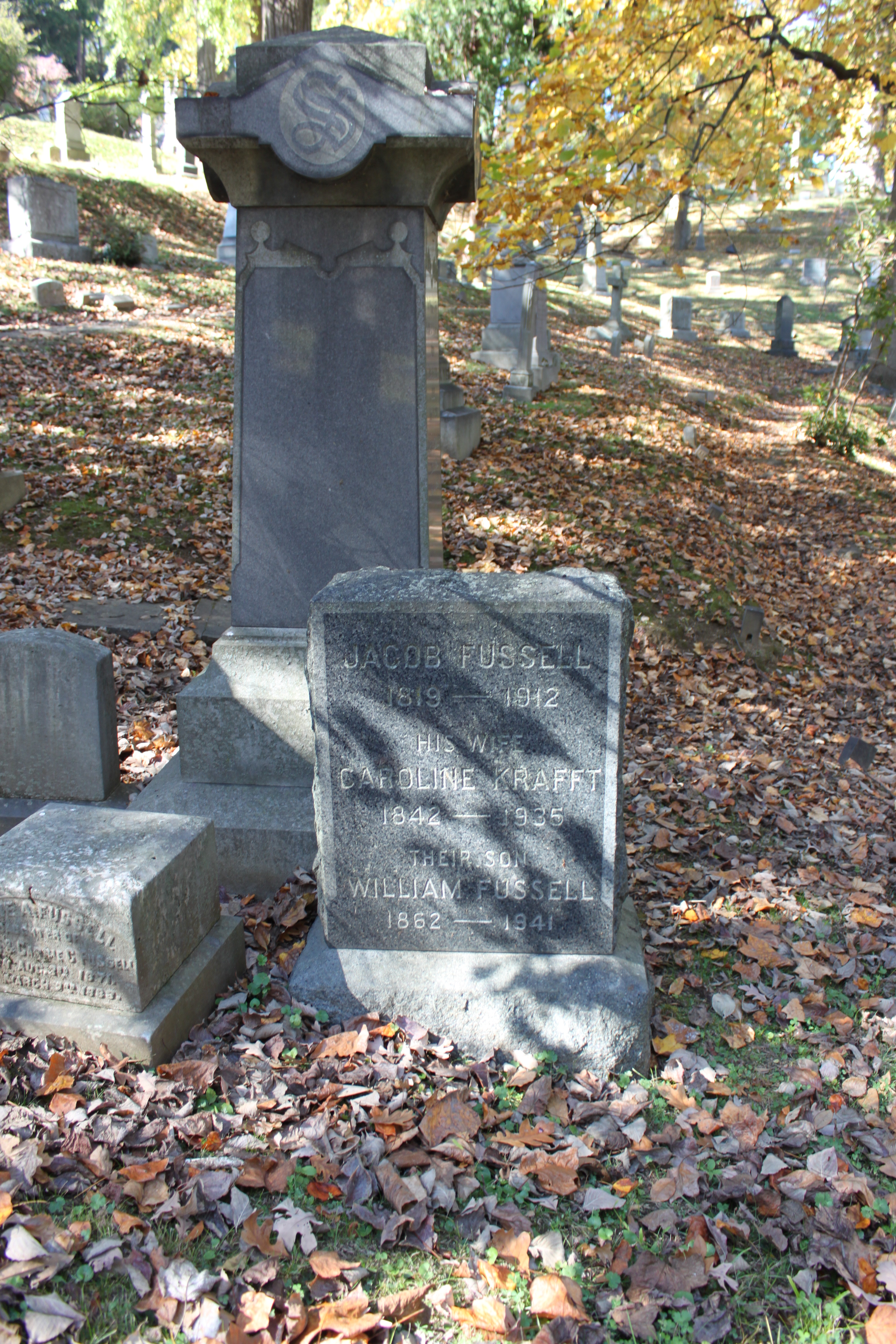
Mộ Fussell tại Nghĩa trang Oak Hill

Horton sống ở Phố 28 tại Thành phố New York. Sau khi bán doanh nghiệp của mình cho Horton, Fussell bèn dọn về Washington, D.C. rồi sinh sống tại đây cho đến khi qua đời.
Fussell kết hôn hai lần. Người vợ thứ hai của ông không cùng ông chuyển từ New York đến Washington, D.C., thế nhưng họ không ly thân về mặt pháp lý. Con cái của ông bao gồm Mordecai T. Fussell, Jacob Jr., Norris, Frank, William và Carrie.
Fussell qua đời ngày 10 tháng 4 năm 1912, tại nhà riêng số 1457 Đường 14 NW, Washington, D.C. Ông được chôn cất tại Nghĩa trang Oak Hill.

## Di sản

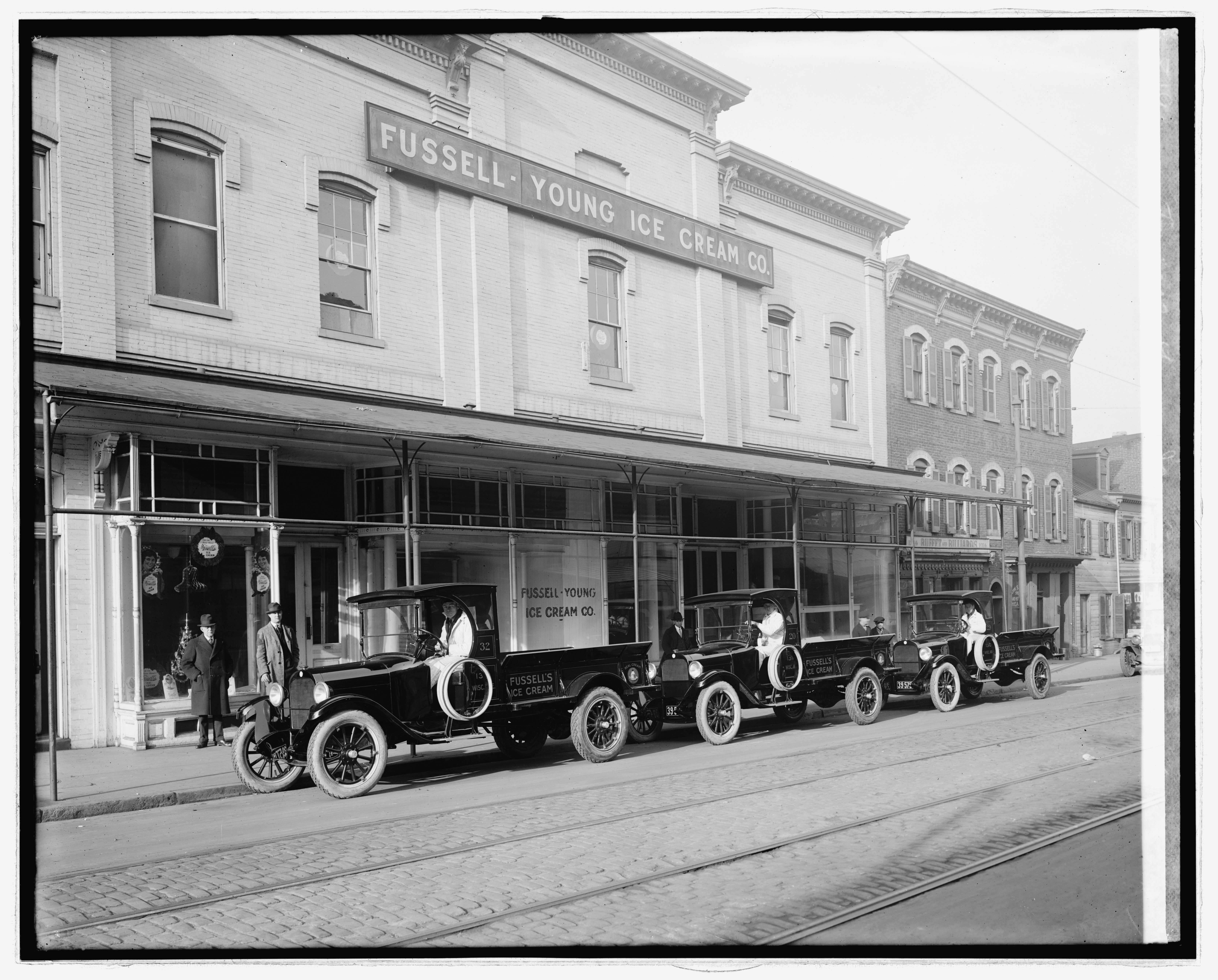
Công ty kem Fussell-Young Ice Cream Company (c. 1921–1922)

Năm 2012, một dấu mốc lịch sử đã được dành để kỷ niệm Fussell là người đầu tiên phân phối kem lạnh thương mại tại nước Mỹ. Ông còn được mệnh danh là "Cha đẻ của ngành Công nghiệp Kem Lạnh".